# 이태권
이태권(1991년 11월 26일~)은 대한민국의 가수이다. 《스타 오디션 위대한 탄생》에서 준우승했다.

## 학력
- 대인고등학교
- 동아방송예술대학교 공연예술과

## 음반 목록
- 《사랑이라는 이름을 더하여》 (with 백청강 & 손진영 & 정동하) (2011년)
- 《이외수, 김태원의 청춘을 위하여》 (with 백청강 & 손진영) (2012년)
- 《사랑에 떨어지다》 (2012년)
- 《사랑하는 어머님께》 (2013년)
- 《The Man Behind The Moon》 (2015년)
- 《Don't Close Your Eyes》 (with Haze Moon) (2016년)
- 《새 날》 (2018년)
- 《있잖아 내가 (If.. I..)》 (with 손진영 & 양정모) (2019년)
- 《하루가 일년같아서》 (with 양정모) (2019년)
- 《그대와 그대가 만나》 (with 동하) (2020년)

### OST
- 《동안미녀 OST》 (2011년)
- 《안녕, 모모 OST Part 7》 (2019년)

## 출연 작품
- 《스타 오디션 위대한 탄생》 (MBC, 2010년)
- 《웃고 또 웃고》 (MBC, 2011년)
- 《라디오스타》 (MBC, 2011년)
- 《놀러와》 (MBC, 2011년)
- 《제3회 아이돌 스타 육상선수권대회》 (MBC, 2011년)
- 《댄싱 위드 더 스타 시즌 1》 (MBC, 2011년)
- 《제4회 아이돌 스타 육상·수영선수권대회]]》 (MBC, 2012년)
- 《2013 코이카의 꿈》 (MBC, 2013년)
- 《나 혼자 산다》 (MBC, 2013년)
- 《미스터리 음악쇼 복면가왕》 (MBC, 2019년)

## 같이 보기
- 백청강
- 손진영
- 정동하
- 셰인 오로크
- 데이비드 오
- 김태원
- 본스타